# Вангануї (річка)
Вангануї, Фангануї (англ. Whanganui) - річка в Новій Зеландії. Витік знаходиться на північних схилах гори Тонгаріро. Вангануї - третя за довжиною річка країни, її довжина становить 290 км.
Вангануї протікає по Північному острову з півночі на південний схід: від північних схилів гори Тонгаріро поблизу озера Ротоаїра на північний захід по купинових рівнинах однойменного національного парку, у міста Таумарунуї різко повертає на південний захід, а потім - на південний схід , і впадає в Тасманове море в місті Вангануї . До річки йдуть дві туристичні стежки: 35-кілометрова Мангапуруа та 42-кілометрова Математеаонга; також можливий сплав на каное.
Маорі використовували річку для навігації на каное, на її берегах розташовано кілька важливих марае . Європейські місіонери добиралися по Вангануї до віддалених племен з 1840-х років . Іві Вангануї багато десятків років судилося з новозеландським урядом з приводу юридичної приналежності ложа річки . У 2012 році річка отримала процесуальну правоздатність і відповідні юридичні права; їй було призначено два опікуни (один від держави, а другий від Іві) . Крім того, річка частково протікає по території парку, що носить її ім'я .